# Giarole
Giarole là một đô thị ở tỉnh Alessandria trong vùng Piedmont của Italia, có vị trí cách khoảng 70 km về phía đông của Torino và khoảng 15 km về phía bắc của Alessandria. Tại thời điểm ngày 31 tháng 12 năm 2004, đô thị này có dân số 693 người và diện tích là 5,2 km².
Giarole giáp các đô thị: Mirabello Monferrato, Occimiano, Pomaro Monferrato, và Valenza.